# Lloyd Hunter
Lloyd Hunter (4 mei 1910 - 1961) was een Amerikaanse trompettist, band- en bigband-leider in de jazz. Hij was met zijn groepen actief in het middenwesten van Amerika.
Hunter werd getraind door Josiah Waddle, de eerste Afro-Amerikaan die in Omaha een groep begon. Hierna leidde hij zelf bands, de eerste rond 1924 met zes muzikanten. In 1927 telde de groep acht man, waaronder trombonist Bob Welch en tubaïst Wallace Wright. Rond 1931 had hij een groep van twaalf musici, waarmee hij tien maanden lang toerde met blueszangeres Victoria Spivey. Een van de bandleden was drummer Jo Jones. Met deze groep nam hij in New York ook een plaat op voor Vocalion. De toer was niet zo succesvol en Hunter keerde terug naar Omaha, wat tien jaar zijn thuisbasis zou worden. Latere bandleden waren bijvoorbeeld drummer Johnny Otis, zangeres en latere bigbandleidster Anna Mae Winburn en saxofonist Preston Love. Met zijn groepen speelde Hunter one night stands in allerlei gelegenheden, zoals scholen, Dime-a-Dance-hallen en amusementsparken, in Nebraska, Iowa, Kansas en Omaha. Hij zou dit tot zijn dood in 1961 doen.
In 2005 werd Hunter opgenomen in de Omaha Black Music Hall of Fame.